# The Wailin' Jennys
The Wailin' Jennys es un grupo de música canadiense.  Han publicado varios álbumes y recibió dos Premios Juno.

## Historia
El grupo fue fundado en 2002, en Winnipeg en una tienda de guitarras por Ruth Moody, Nicky Mehta y Cara Luft, para una actuación. El espectáculo fue bien recibido y el dueño del local planificó una segunda actuación y sugirió que salieran de gira con el nombre The Wailin' Jennys." El nombre del grupo es un calambur con el del cantante de country Waylon Jennings.
El grupo consta actualmente de la soprano Ruth Moody, la mezzo Nicky Mehta y la contralto Heather Masse. En años anteriores, las Jennys también ha girado con el fiddler y mandolinista Jeremy Penner, quién provenía de la banda anterior de Ruth, Scruj MacDuhk. Otros miembros de banda han incluido a Annabelle Chvostek, una cantautora de Montreal y al hermano de Ruth Moody, Richard en la viola y mandolina.  Ambos Penner y Moody ha  aparecido en los álbumes del grupo. 
En 2007, Chvostek dejó el grupo y fue reemplazada por Heather Masse, de Maine y antigua cantante de la banda Heather & the Barbarians.
The Wailin' Jennys ha ganado dos Premios Juno para Álbum Tradicional y de Raíces del Año (Grupo) en 2005 para 40 Days y en 2012 para Bright Morning Stars. Fueron también nominadas para el mismo premio por Firecracker en 2007.

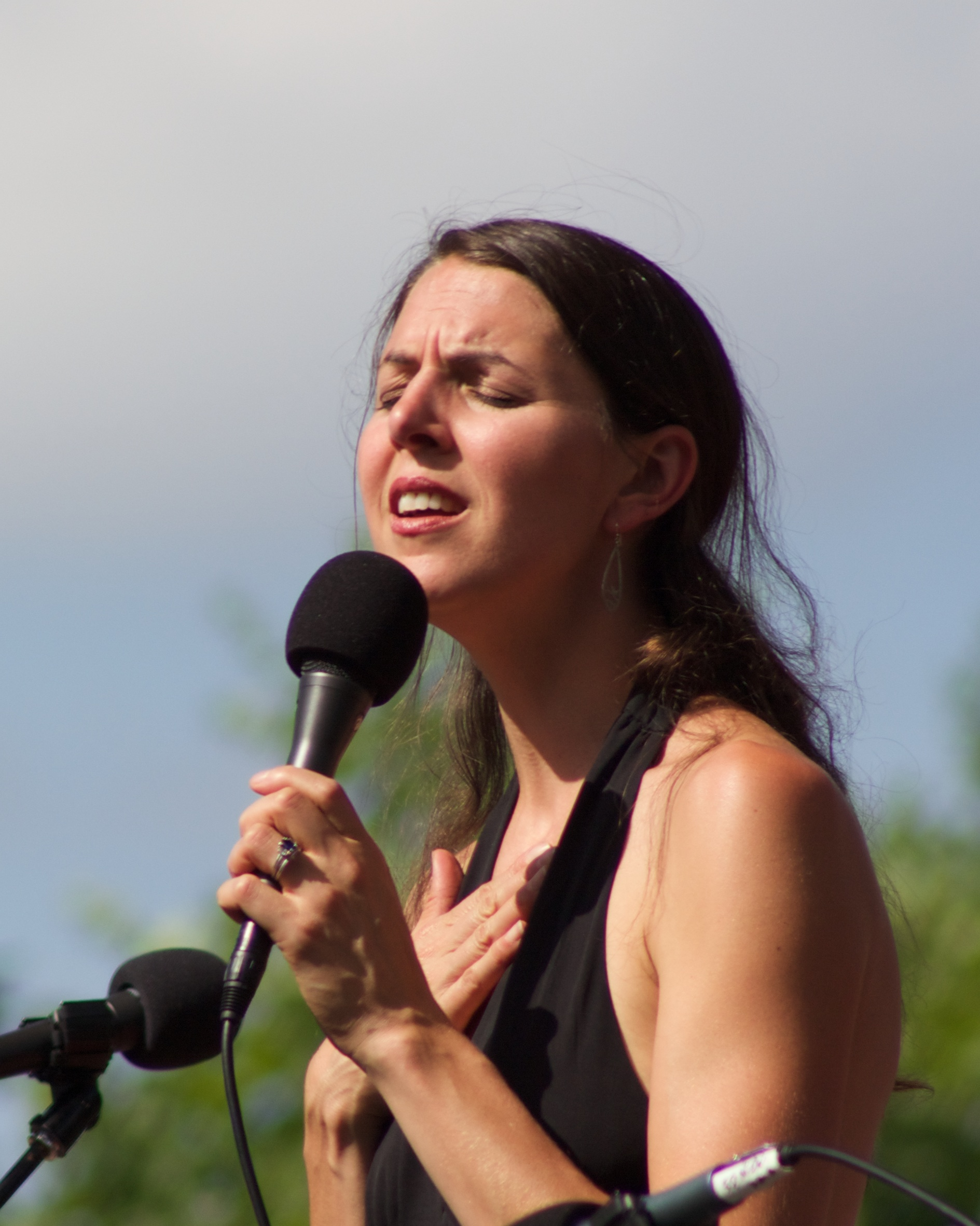
HeatherMasse

## Discografía

### Álbumes de estudio
| Título                                  | Detalles del álbum                                              | Peak chart positions | Peak chart positions | Peak chart positions | Peak chart positions |
| Título                                  | Detalles del álbum                                              | US Grass             | US Heat              | US Indie             | US Folk              |
| --------------------------------------- | --------------------------------------------------------------- | -------------------- | -------------------- | -------------------- | -------------------- |
| 40 Days                                 | - Release date: 10 de agosto de 2004 - Label: Red House Records | —                    | —                    | —                    | —                    |
| Firecracker                             | - Release date: 6 de junio de 2006 - Label: Red House Records   | 2                    | 23                   | 27                   | —                    |
| Live at the Mauch Chunk Opera House     | - Release date: 11 de agosto de 2009 - Label: Red House Records | 3                    | 25                   | —                    | —                    |
| Bright Morning Stars                    | - Release date: 8 de febrero de 2011 - Label: Red House Records | 1                    | 7                    | 24                   | 10                   |
| "—" denotes releases that did not chart |                                                                 |                      |                      |                      |                      |

### EP
| Título                                  | Detalles del álbum                                     | Peak positions |
| Título                                  | Detalles del álbum                                     | US Grass       |
| --------------------------------------- | ------------------------------------------------------ | -------------- |
| The Wailin' Jennys EP                   | - Release date: 2003 - Label: Red House Records        | —              |
| iTunes Session                          | - Release date: 1 de noviembre de 2011 - Label: iTunes | 7              |
| "—" denotes releases that did not chart |                                                        |                |